# Erythrina atitlanensis
Erythrina atitlanensis es una especie de árbol perteneciente a la familia Fabaceae. Es originaria de Sudamérica . 

## Descripción
Es un árbol con las características flores rojas de este género. Se encuentra en Guatemala donde la especie tipo fue recolectada en San Juan La Laguna.

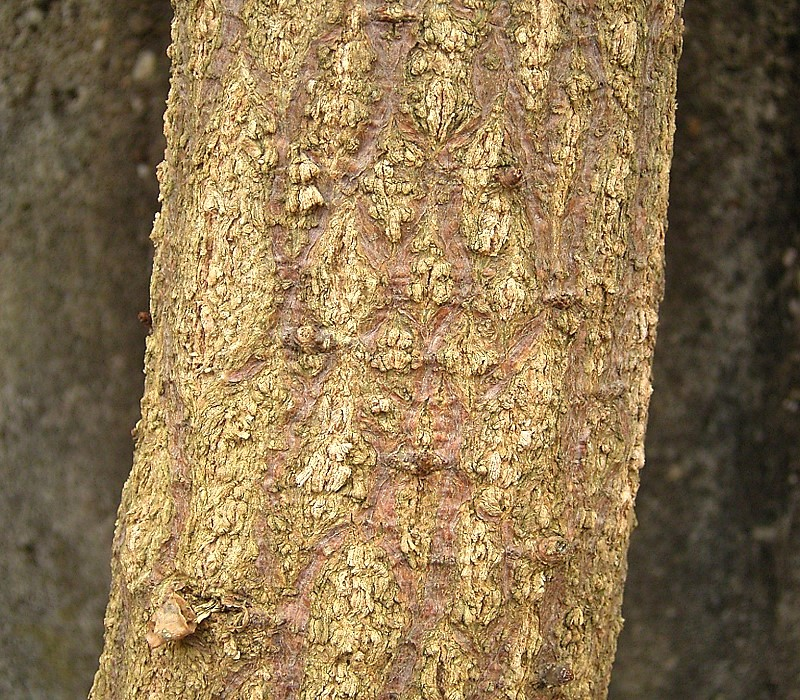
Tronco

## Taxonomía
Erythrina atitlanensis fue descrita por Boris Alexander Krukoff & Rupert Charles Barneby y publicado en Memoirs of the New York Botanical Garden 20(2): 162-164, f. 3, en el año 1970. (30 Apr 1970)
Etimología
Erythrina: nombre genérico que proviene del griego ερυθρóς (erythros) = "rojo", en referencia al color rojo intenso de las flores de algunas especies representativas.
atitlanensis: epíteto geográfico que alude a su localización en las cercanías del Volcán de Atitlán.